# Парламентские выборы в Микронезии (2017)
Парламентские выборы в Федеративных Штатах Микронезии прошли 7 марта 2017 года.

## Избирательная система
Парламент Микронезии, называемый Конгресс Федеративных Штатов Микронезии, состоит из 14 сенаторов. 10 сенаторов избираются по одному от каждого избирательного округа на два года, а четыре сенатора избираются от каждого штата по системе пропорционального представительства на четыре года. На выборах 2017 года избирались только 10 представителей от округов. В связи с тем, что в Микронезии нет политических партий, все кандидаты являлись беспартийными.
После выборов Конгресс избирает президента и вице-президента Микронезии. Президент Питер Кристиан, избранный в 2015 году, сохранит свою власть, т. к. сенаторы не переизбирались.